# Ab heute erwachsen
Ab heute erwachsen ist ein DEFA-Spielfilm von Gunther Scholz aus dem Jahr 1985.

## Handlung
Stefans Mutter wird bei sich zu Hause von einem Fernsehteam interviewt; Thema ist die Frage, wie es einer alleinerziehenden Frau geht, die aktiv im Arbeitsprozess steht. Der anwesende Stefan gibt nur patzige Antworten, wenn er etwas gefragt wird. Er verlässt die Wohnung, geht in einen nahegelegenen Park und lernt dort Cecilia kennen, die von zu Hause ausgezogen ist und nun in Berlin eine Bleibe sucht. Von ihr bekommt er eine Liste mit Adressen, bei denen man sich nach Zimmern zur Untermiete erkundigen könne.
Stefan arbeitet als Maurerlehrling und hilft, den Französischen Dom auf dem Berliner Platz der Akademie mit aufzubauen. Bei seinen Kollegen ist er beliebt und anerkannt. Am Tage seines 18. Geburtstages offenbart er seiner Mutter, dass er umgehend zu Hause ausziehen werde. Beim Finden einer Unterkunft helfen ihm die von Cecilia übergebenen Adressen, denn bei einem Herrn Graubaum hat er Glück und findet ein möbliertes Zimmer. Herr Graubaum arbeitet in einem Restaurant in der Mitte Berlins als Garderobenkraft. Mit ein wenig Geld überzeugt er Stefan davon, die komplette Wohnung in einem ordentlichen Zustand zu halten.
In der neuen Umgebung lernt Stefan die Telegrammbotin Christel kennen, in die er sich verliebt. Ein Versuch, in der freien mütterlichen Wohnung eine Nacht miteinander zu verbringen, misslingt, da Christel ihn gleich fest an sich binden will. Auch erscheint Stefans Mutter früher als erwartet. Diese hat ihren Sohn immer noch nicht aufgegeben. Sehr großen Ärger gibt es, als sie ihn bei einem Gaststättenbesuch als Toilettenaufsicht erwischt. Als Ergebnis muss Stefan die Wohnung bei Herrn Graubaum verlassen. Stefan ist nicht nur auf der Suche nach einer Wohnung, sondern auch nach einem neuen Verhältnis seiner Mutter.

## Produktion
Die Dramaturgie lag in den Händen von Anne Pfeuffer und für das Szenarium war Helga Schubert verantwortlich.
Ab heute erwachsen wurde vom DEFA-Studio für Spielfilme (Künstlerischen Arbeitsgruppe „Berlin“) in Orwo-Color gedreht und hatte am 14. März 1985 im Berliner Kino International Premiere. Am 6. März 1986 lief der Film erstmals in den Kinos der Bundesrepublik. Im 2. Programm des Fernsehens der DDR wurde er am 2. Dezember 1986 gezeigt, gefolgt von einer Sendung im 1. Programm der ARD am 27. Februar 1987.
Der Coming-of-Age-Film unterstreicht seine Botschaft auch durch Songs und Konzerte von Silly und Tamara Danz, der Modern Soul Band sowie der Gruppe Enno. Der Film ermöglicht Einblicke in das zeitgenössische Berlin: Am unter Rekonstruktion befindlichen Gendarmenmarkt wird die Kuppelholzverschalung des Französischen Doms aufgesetzt. In Prenzlauer Berg sind besetzte Altbauwohnungen und baufällige Hinterhöfe zu sehen. Weitere Drehorte in Berlin waren der Alexanderplatz, die Schönhauser Allee und der Lichtenberger Stadtpark.

## Kritik
Im Neuen Deutschland meinte Horst Knietzsch, dass der akzeptable rationale Ansatz künstlerisch nicht in allen Teilen aufgegangen ist. Der junge Held dieses Films, ausgezeichnet dargestellt durch den Oberschüler David C. Bunners, habe nur wenig Möglichkeiten, Eigenes zum Ausdruck zu bringen, Wege zu beschreiten, die die Gesamtheit seiner moralischen Werte und Empfindungen beeinflussen können. Seine Universitäten vollzögen sich nicht in der Eroberung oder Verteidigung von sozialistischen Wertvorstellungen, nicht durch praktisches Handeln im Alltag. Sie glichen eher dem Gang auf einem schmalen Trampelpfad, der weitgehend durch Zimmersuche, die heilsame Erfahrung mit einem spekulierenden Miesling und anderes episodisches Rankenwerk beengt werde. So bleibe der ideelle, moralische und philosophische Gewinn dieses Films zu klein.
Helmut Ullrich meinte in der Neuen Zeit, dass der Film keine runde Geschichte sei, und darüber würden auch andere Vorzüge wie die realistische Dialogsprache, die genaue Beobachtung und Darstellung von Berliner Lokalkolorit, von Mentalität und Verhalten junger Leute, von Baustellenarbeitsklima, von Alltagsdetails, die Musik der Jugend in einem Film für die Jugend sowie die darstellerischen Leistungen nicht hinweghelfen. „Ein sympathischer Film? Durchaus. Ein aufregender Film? Leider nein!“
Das Lexikon des internationalen Films schrieb, dass es sich bei Ab heute erwachsen um einen betont jugendgemäßen, in lakonisch-knapper Erzählweise gestalteten Film handele, der inszenatorisch zwar nicht ganz überzeuge, sich jedoch wirklichkeitsnah mit den Verständnisschwierigkeiten zwischen den Generationen auseinandersetze.